# Estoyubec
Estoyubec, jedno od plemena porodice Guaycuruan koji se uz Chaguahazagues Indijance, spominju kao jedna od Abipónima srodna skupina iz 17. stoljeća. Ni jedno ni drugo pleme kasnije se više ne spominju, a identitet su vjerojatno izgubili među Abiponima.